# Kleine und Fragmentarische Historiker der Spätantike
Kleine und fragmentarische Historiker der Spätantike (“Storici minori e frammentari della tarda antichità” – sigla KFHist) è una collana tedesca di edizioni di opere storiche della tarda antichità.
La sua redazione è affidata all’omonimo progetto, finanziato con tre milioni di euro dall’Accademia delle scienze e delle arti del Nordreno-Vestfalia per una durata di quindici anni. Il progetto viene condotto presso la Heinrich-Heine-Universität di Düsseldorf sotto la guida di Bruno Bleckmann e Markus Stein. Esso si propone di fornire l’edizione critica e la traduzione tedesca, corredate da introduzione e commento storico-filologico, di numerosi testi che sono stati finora oggetto di edizioni parziali o insufficienti o sono rimasti del tutto inediti. I volumi vengono pubblicati dalla casa editrice Ferdinand Schöningh di Paderborn.
Le opere prese in considerazione sono una novantina e coprono un arco temporale di circa quattro secoli, dalla crisi del III secolo alla fine del VI, vale a dire l’intero panorama della storiografia tardoantica: vengono considerati sia autori cristiani che pagani, scritti (minori) pervenuti in modo completo o frammentario, lavori anonimi nonché opere storiografiche frutto di ricostruzione, come la “Enmannsche Kaisergeschichte”.
Il primo volume, dedicato ai frammenti della Storia Ecclesiastica di Filostorgio, è uscito alla fine del 2015 ed è stato valutato favorevolmente dalla comunità scientifica. Altrettanto positiva è stata la ricezione dei volumi usciti successivamente.

## Volumi
- Modulo A. Storici della crisi del III secolo
  - A 1–4, 6–8: Bruno Bleckmann, Jonathan Groß: Historiker der Reichskrise des 3. Jahrhunderts. Band I, Paderborn 2016, ISBN 978-3-506-78490-2 (Asinio Quadrato, Nicostrato di Trapezunte, Filostrato di Atene, Eforo il giovane, Eusebio, Eusebio di Nantes, Onasimo/Onesimo).
- Modulo B. Storia imperiale e raccolte di biografie del IV e del primo V secolo
  - B 3: Bruno Bleckmann, Jonathan Groß: Eutropius, Breviarium ab urbe condita. Paderborn 2018, ISBN 978-3-506-78916-7.
  - B 5–7: Bruno Bleckmann, Jan-Markus Kötter, Mehran A. Nickbakht, In-Yong Song und Markus Stein: Origo gentis Romanorum – Polemius Silvius – Narratio de imperatoribus. Paderborn 2017, ISBN 978-3-506-78791-0 (Origo gentis Romanorum, Polemio Silvio: Nomina omnium principum Romanorum e Breviarium temporum, Narratio de imperatoribus domus Valentinianae et Theodosianae).
- Modulo C. Storia panegirica del IV e del primo V secolo
- Modulo D. Storiografia profana della fine del IV secolo
- Modulo E. Storici della Chiesa
  - E 7: Bruno Bleckmann, Markus Stein: Philostorgios, Kirchengeschichte. Ediert, übersetzt und kommentiert. Band 1: Einleitung, Text und Übersetzung; Band 2: Kommentar. Paderborn 2015, ISBN 978-3-506-78199-4.
- Modulo F. Storici greci profani dall’epoca di Teodosio II ad Anastasio
- Modulo G. Cronache e seguiti di cronache del V e del VI secolo
  - G 1–4: Maria Becker, Bruno Bleckmann, Jonathan Groß, Mehran A. Nickbakht: Consularia Constantinopolitana und verwandte Quellen. Consularia Constantinopolitana · Fastenquelle des Sokrates · Berliner Chronik · Alexandrinische Weltchronik. Paderborn 2016, ISBN 978-3-506-78210-6.
  - G 5–6: Maria Becker, Jan-Markus Kötter: Prosper Tiro. Chronik – Laterculus regum Vandalorum et Alanorum. Paderborn 2016, ISBN 978-3-506-78211-3.
  - G 7–8: Jan-Markus Kötter, Carlo Scardino: Gallische Chroniken. Paderborn 2017, ISBN 978-3-506-78489-6 (Chronik von 452; Chronik von 511).
- Modulo H. Storici latini profani del V/VI secolo
- Modulo I. Storici greci profani del VI secolo